# 万古镇 (重庆市)
万古镇，是中华人民共和国重庆市大足区下辖的一个乡镇级行政单位。

## 歷史沿革
宣統元年置萬古鎮，鎮以場名。1951年改鄉、次年為鎮，1958年為公社，1977年複為鎮。1993年合併新石、高峰、石牛3鄉。2003年並村：並響灘入新石村，三益入蓮花村，長生入鳳頂村，合碑、管國入玉清村，石嶺入沙河村，騎龍入石牛村，雙林入天鍋村，九黃入大雄村，紅岩入三元村，柏升、五里入升斗村，新觀入峰高村，五龍入曹家村，米市村入石香社區居委。彈花村及萬興居委不變。轄13村、2居委。鎮治萬古場，1993年撤區前為區治所在。2011年仍轄13村，2社區。
- 舊萬古鎮（3）：石香居委會、新街居委會、米市街居委會
- 舊新石鄉（10）：愛國村、玉清村、合碑村、長生村、響灘村、鳳頂村、新石村、彈花村、蓮花村、三益村
- 舊高峰鄉（9）：三元村、新觀村、大雄村、九黃村、紅岩村、柏勝村、升斗村、五里村、峰高村
- 舊石牛鄉（8）：石牛村、曹家村、五龍村、雙林村、天鍋村、沙河村、石嶺村、騎龍村

## 行政区划
万古镇下辖以下地区：
石香社区、万兴社区、新石村、莲花村、凤顶村、玉清村、沙河村、石牛村、天锅村、大雄村、三元村、升斗村、峰高村、曹家村和弹花村。

### 2003年調整的區劃
- 一、將原新石村、響灘村合併為一個村，名為新石村；
- 二、將原蓮花村、三益村合併為一個村，名為蓮花村；
- 三、將原長生村、鳳頂村合併為一個村，名為鳳頂村；
- 四、將原合碑村、愛國村、玉清村合併為一個村，名為玉清村；
- 五、將原石嶺村、沙河村合併為一個村，名為沙河村；
- 六、將原騎龍村、石牛村合併為一個村，名為石牛村；
- 七、將原天鍋村、雙林村合併為一個村，名為天鍋村；
- 八、將原大雄村、九黃村合併為一個村，名為大雄村；
- 九、將原紅岩村、三元村合併為一個村，名為三元村；
- 十、將原柏勝村、升斗村、五里村合併為一個村，名為升斗村；
- 十一、將原新觀村、峰高村合併為一個村，名為峰高村；
- 十二、將原曹家村、五龍村合併為一個村，名為曹家村；
- 十三、將原米市居委會、石香居委會合併為一個居委會，名為石香社區居委會；
- 十四、保留彈花村及原名；
- 十五、保留新街居委會，更名為萬興社區居委會[5]。